# The Canadian
The Canadian eller Le Canadien er et canadisk transkontinentalt passagertog, der drives af Via Rail Canada mellem Toronto Union Station i Toronto og Pacific Central Station i Vancouver. Der tilbagelægges 4.466 kilometer mellem de to endestationer, og der standses 65 gange undervejs; ved de 55 dog kun efter forespørgsel.
Før 1955 blev The Canadian drevet af Canadian Pacific Railway mellem Toronto og Chicago. I 1955 gav man dog dette navn til ruten mellem Montreal/Toronto og Vancouver, og indførte samtidig nye strømlinede tog. Via Rail overtog driften i 1978, og i 1990 afkortedes turen til kun at være mellem Toronto og Vancouver.